# Giheta
Giheta är en kommun i Burundi. Den ligger i provinsen Gitega, i den centrala delen av landet, 60 kilometer öster om Burundis största stad Bujumbura.